# Quintus Petillius Spurinus
Quintus Petillius Spurinus († 176 v. Chr.) entstammte der römischen Plebejerfamilie der Petillier und starb in seinem Konsulat 176 v. Chr. im Kampf gegen die Ligurer.

## Herkunft und frühe Laufbahn
Nach dem Zeugnis der Fasti Capitolini war Quintus Petillius Spurinus der Sohn eines Gaius Petillius und Enkel eines Quintus Petillius. Das erste Amt seines Cursus honorum, die Quästur, bekleidete er etwa 190 v. Chr.

## Scipionenprozesse
Petillius Spurinus war wohl einer der beiden miteinander verwandten Volkstribunen namens Quintus Petillius, die 187 v. Chr. – vermutlich auf Anstiften des älteren Cato – politische Angriffe auf die Brüder Lucius Cornelius Scipio Asiaticus und Publius Cornelius Scipio Africanus eröffneten. Die antiken Quellen zu diesen sogenannten Scipionenprozessen sind sehr widersprüchlich, so dass ihr Verlauf nicht genau rekonstruierbar ist. Wohl nur vordergründig wandten sich die Volkstribunen gegen Scipio Asiaticus, denn wahrscheinlich galten die Attacken eigentlich dessen älterem Bruder. Anlass waren sicherlich Parteikämpfe und der Neid vieler Senatoren auf die Kriegserfolge und den wieder erstarkten Einfluss des Scipio Africanus. Dem jüngeren Bruder Scipio Asiaticus wurde Veruntreuung öffentlicher Gelder vorgeworfen; er sollte Auskunft über 500 Talente geben, die er vom besiegten Seleukidenkönig Antiochos III. erhalten hatte. Scipio Africanus zerriss öffentlich die betreffenden Rechnungsbücher, da er auch so über jeden Verdacht erhaben sei, doch Scipio Asiaticus musste nur aufgrund der Interzession des Tribunen Tiberius Sempronius Gracchus nicht ins Gefängnis. Die Angriffe auf die Scipionen gingen wohl noch jahrelang weiter, bis sich Africanus 184 v. Chr. auf sein Landgut bei Liternum in Campanien zurückzog.

## Auffindung angeblicher Bücher des Numa
181 v. Chr. hatte Petillius Spurinus das Amt eines Praetor urbanus inne. Er sollte eine neue Armee zur Unterstützung des am ligurischen Kriegsschauplatz in die Defensive geratenen Prokonsuls Lucius Aemilius Paullus aufstellen, doch musste er diesen Auftrag aufgrund eines bald danach erfolgten Sieges des Paullus nicht mehr ausführen.
Nun begaben sich auch die beiden amtierenden Konsuln nach Ligurien. Daher fiel Petillius Spurinus die Führung aller wichtigen Geschäfte in Rom zu. Seine spektakulärste Aktion war die Verbrennung damals aufgefundener Schriften, die vom sagenhaften zweiten römischen, etwa 500 Jahren früher verstorbenen König Numa Pompilius stammen sollten. Laut dem Bericht des Geschichtsschreibers Titus Livius fanden Landarbeiter beim Aufpflügen eines am Fuß des Ianiculum gelegenen Ackers eines Schreibers namens Lucius Petillius zwei Steinsärge. Einer von ihnen erwies sich als leer und hatte nach seiner Aufschrift einst den Leichnam Numas geborgen, während die zweite Kiste unversehrte Schriften dieses Königs enthielt. Es waren sieben auf Lateinisch verfasste Bücher über Pontifikalrecht und sieben griechische Bücher über Philosophie. Livius widerspricht der Behauptung des Annalisten Valerius Antias, dass darin pythagoreische Lehren mitgeteilt worden seien und Numa ein Schüler des Pythagoras gewesen sei. Weiters führt Livius aus, dass Lucius Petillius der Schreiber des Petillius Spurinus während dessen Quästur gewesen war und ihm aufgrund der dabei entstandenen Freundschaft nun die aufgefundenen Bücher lesen ließ. Nach der Lektüre meinte der Stadtprätor, dass diese Werke eine Gefährdung der römischen Religion darstellten und daher verbrannt werden sollten, was trotz der Intervention des Schreibers bei den Volkstribunen auf Senatsbeschluss öffentlich auf dem Comitium durchgeführt wurde.
Eine wichtige Parallelüberlieferung zu Livius bietet der aus älteren Annalisten und Antiquaren schöpfende Bericht des älteren Plinius. Er gibt u. a. einen Auszug aus der Darstellung des Lucius Cassius Hemina. Dieses Exzerpt deckt sich im Wesentlichen mit der livianischen Darstellung, nennt den Schreiber aber abweichend Gnaeus Terentius. Cassius Hemina berichtete offenbar auch nichts über eine frühere Bekanntschaft des Schreibers mit dem Stadtprätor, so dass dieses Detail vermutlich eine spätere Ausschmückung darstellt. In der gleichen Tradition wie Cassius Hemina steht Varro. Auch Plutarch bringt eine ähnliche Schilderung wie Livius, lässt aber die Särge nicht durch Pflügarbeiten, sondern durch heftige Regenfälle freigelegt werden.
Als von allen Quellen übereinstimmend bezeugter Kern bleibt, dass Petillius Spurinus als Stadtprätor die angeblichen Numa-Schriften bald nach ihrer Entdeckung auf Senatsbeschluss auf dem Comitium dem Feuer übergeben ließ.

## Konsulat und Tod
Petillius Spurinus erreichte als einziger Vertreter seiner Familie in der Zeit der Römischen Republik das Konsulat, das er 176 v. Chr. bekleidete. Sein Amtskollege war ein Mitglied des von ihm als Volkstribun bekämpften Scipionenkreises, nämlich Gnaeus Cornelius Scipio Hispallus. Angeblich wurde schon der Amtsantritt der Konsuln von ungünstigen Omina überschattet, und bald danach ereilte Scipio Hispallus der Tod. Unter dem Vorsitz des Petillius Spurinus wurde Gaius Valerius Laevinus als Suffektkonsul nachgewählt.
Nun wollte Petillius Spurinus den Kampf gegen die Ligurer führen und eilte mit seiner Armee an den Kriegsschauplatz in Oberitalien, wo er auch das Kommando über die Truppen des Prokonsuls Gaius Claudius Pulcher übernahm. Einige Tage später stieß auch der Suffektkonsul dazu. Aus der lückenhaft überlieferten Darstellung des Livius ist zu entnehmen, dass Petillius Spurinus wieder unheilvolle Omina zuteilgeworden sein sollen, dass er sich von seinem Amtskollegen trennte und mit einem Teil der Truppen zu den nicht genauer lokalisierbaren Bergen Ballista und Letus nahe den Macri Campi zog. In der sich nun entspinnenden Schlacht wagte er sich zu weit aus den Reihen seiner Soldaten und wurde von einem Geschoss getötet. Die Römer kämpften dennoch weiter und entschieden den Sieg für sich. Während Livius die Schuld am Tod des Konsuls teilweise dessen unvorsichtigem Verhalten zuschreibt, suchte sie der Senat eher bei den Soldaten.